# Смольково (Ульяновська область)
Смольково (рос. Смольково) — село в Бариському районі Ульяновської області Російської Федерації.
Населення становить 165 осіб. Входить до складу муніципального утворення Старотимошкінське міське поселення.

## Історія
Від 2004 року входить до складу муніципального утворення Старотимошкінське міське поселення.

## Населення
| 2010 |
| ---- |
| 165  |